# Sousa Viterbo
Francisco Marques de Sousa Viterbo (Porto, 28 de dezembro de 1845 – São Mamede, 29 de dezembro de 1910) foi um poeta, arqueólogo, historiador e jornalista português.

## Biografia

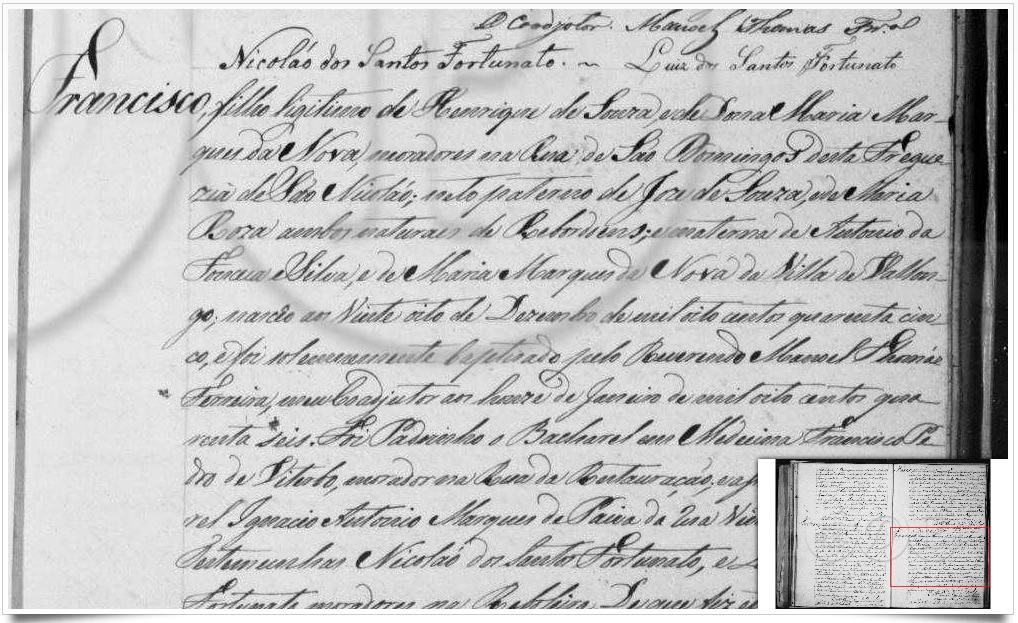
Registo de nascimento de Sousa Viterbo no livro de registos paroquiais de São Nicolau, Porto, no arquivo Distrital do Porto. Nascido no dia 28 de dezembro de 1845, curiosamente, nem o pai nem a mãe tinham o sobrenome Viterbo, mas sim o padrinho de batismo, o bacharel em medicina Francisco Pedro de Viterbo.

Nasceu na freguesia de São Nicolau, filho de Henrique de Sousa, um modesto comerciante, e de sua esposa, Maria Marques da Nova, em 1845.
Destinado pelos pais à vida eclesiástica, completou os primeiros estudos no Seminário Episcopal do Porto. Como não sentisse qualquer vocação sacerdotal, assim que os terminou veio para Lisboa com a intenção de estudar Medicina. A primeira tentativa de ingresso na Escola Médico-Cirúrgica de Lisboa datou de 1869, mas não foi bem-sucedida. Só conseguiu a aprovação um ou dois anos depois, tendo concluído o curso em 1876.
Enquanto isso, para assegurar a sua subsistência dedicou-se ao jornalismo. O mundo da imprensa não lhe era estranho, uma vez que, desde os tempos de seminarista, vinha publicando a sua poesia em jornais e revistas literárias:
- No Porto nos O Mundo Elegante (1858-1860), Mosaico (1865), Aurora (1867-1868), e Grinalda (1855-1869);
- Em Lisboa no Boudoir (1863-1865); e
- Em Coimbra, no A Chrysalida (1863-1864) e no A Folha (1868).

Foi ainda no Porto que alcançou o título de "redator", com direito ao pagamento de proventos, um ponto essencial para assegurar-lhe os estudos em Lisboa. Nesta nova etapa, foi fundamental a ligação com a imprensa generalista da sua cidade natal, nomeadamente com o Jornal do Porto (1859-1887), o Jornal da Manhã (1872?-1888), do qual chegou a assumir a direção política, o Progresso Comercial (1873), e o Comércio Português (1876-1887). Também no Porto foi redator do semanário A Mocidade (1867) e do jornal satírico O Pirilampo (1867-1870) e teve também ligação à revista literária República das Letras  (1875) dirigida por João Penha.
De reconhecida erudição, nas questões de natureza política não se envolvia no jogo partidário. Em uma época de discurso facilmente inflamável, Sousa Viterbo foi uma voz ao serviço da ponderação e do bom senso, não deixando de evidenciar um sólido sentido de justiça social, alicerçado em valores de solidariedade e de respeito para com o outro. Acreditava na bondade do homem e na unidade do progresso, construído em harmonia social, como tantas vezes apregoou despretensiosamente:
Trabalhador ou operário é todo aquelle que vive do producto da sua actividade, qualquer que seja o instrumento que maneje (…) Que o ganha-pão seja a penna ou seja a enxada, o tear ou o martelo; (…) que o operário seja um britador de pedra n’uma estrada ou um forjador de ideias n’um gabinete d’estudos, não vemos em tudo isto senão resultados diversos da nossa força, gradações apenas e não diferenças antagónicas e odientas. ("O 1.º de Maio", Diário de Notícias, 1 de maio de 1901, reproduzido em "Cem Artigos de Jornal".)
Em Lisboa foi redator do Comércio de Lisboa (1878-1880?), onde substituiu Luciano Cordeiro durante os meses em que esteve no Brasil (1879), e assumiu a direção do Jornal do Comércio (1853-1989) enquanto Eduardo Burnay, seu diretor, esteve ausente em Paris (1886). Colaborou esporadicamente no suplemento deste diário, A Semana de Lisboa  (1893-1895), bem como no semanário ilustrado Branco e Negro (1896-1898) e nas revistas O Ocidente, A Arte Musical  (1898-1915), Serões  (1901-1911), Revista de História (1912-1928), e (postumamente) na Revista de Arqueologia (1932-1938) e, possivelmente, em muitos outros títulos.

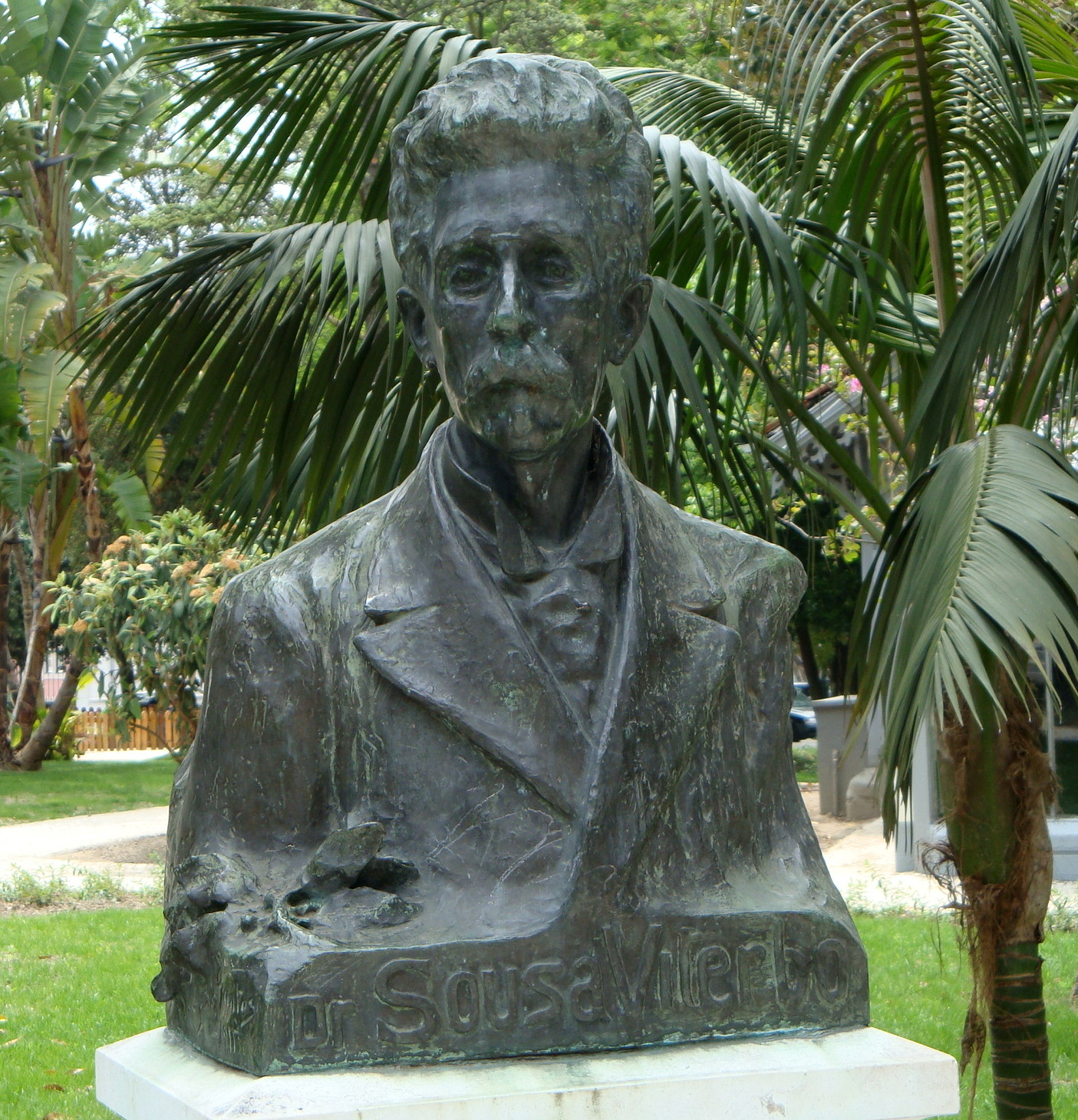
Busto do Dr. Sousa Viterbo no Jardim do Príncipe Real

Concluído o curso de Medicina (1876), foi, durante algum tempo, médico na Armada. Entretanto, o interesse pela Arqueologia e pelas Artes, o seu forte envolvimento com a imprensa e, possivelmente, razões de saúde, levaram-no a optar pelo ensino. Foi professor de arqueologia na Academia das Belas Artes a partir de 1881, e na Escola de Belas Artes de Lisboa.
Sousa Viterbo tinha uma elevadíssima capacidade produtiva, mantendo várias colaborações em simultâneo, sem descurar a qualidade. Colaborou regularmente com a imprensa especializada, sediada na capital. No Jornal da Sociedade das Ciências Médicas (1836-1988) publicou alguns estudos sobre médicos portugueses, que entendia como "subsídios" para uma História da Medicina em Portugal. O seu trabalho de investigador — que classificava de archeologia medica — começou por incidir sobre os médicos da Família Real Portuguesa, mas acabou por se estender aos médicos que serviram na Corte e a muitos outros, de quem encontrou informações na documentação oficial, pessoal ou na obra publicada. No âmbito do seu trabalho, destacou a atividade das primeiras médicas portuguesas, realçando a concorrência que o sexo feminino fazia aos filhos do Esculapio nesses tempos remotos. (Jornal da Sociedade das Ciências Médicas, ano LIX, n.ºs 7 e 8, julho e agosto, de 1895, pp. 163–191.) De referir que, para cada médico(a) elencado(a), teve o cuidado de referir as fontes de informação de que se socorreu, reproduzindo mesmo alguns documentos, e coligindo outra informação pertinente de natureza biográfica, incluindo a obra publicada, se existente. No seu conjunto, estes estudos abarcam mais de uma centena de profissionais que exerceram a Medicina durante os séculos XV e XVI, portanto, do reinado de Afonso V de Portugal (1438-1481) até ao de Filipe III de Espanha (1598-1621). Este trabalho, minucioso e documentado, encontra-se distribuído por vários números do Jornal da Sociedade das Ciências Médicas, publicados entre 1892 e 1896. A partir de 1897 até agosto de 1901, Sousa Viterbo integrou a comissão de redação do Jornal, como consta na capa do mesmo.
Os seus estudos ocupam ainda muitas páginas da Revista Arqueológica (1887-1890), de O Arqueólogo Português (1895-1924?), A Arte Portuguesa  (1895), do Boletim da Sociedade de Geografia de Lisboa (1876-?), da Arte Musical (1899-1915), do Arquivo Histórico Português (1903-1916), da Revista Militar (1849), entre outras.
A partir de 1880 até ao final da sua vida, foi ainda redator do Diário de Notícias (1864). O convite terá partido do próprio diretor, Eduardo Coelho, com quem travou conhecimento na comissão organizadora da Exposição Retrospectiva de Arte Ornamental de Lisboa. Foi com este periódico que Sousa Viterbo manteve um vínculo mais contínuo e uma produção mais regular e diversificada. Dessa tribuna ainda saudou a implantação da República e tomou a sua defesa em muitos editoriais.

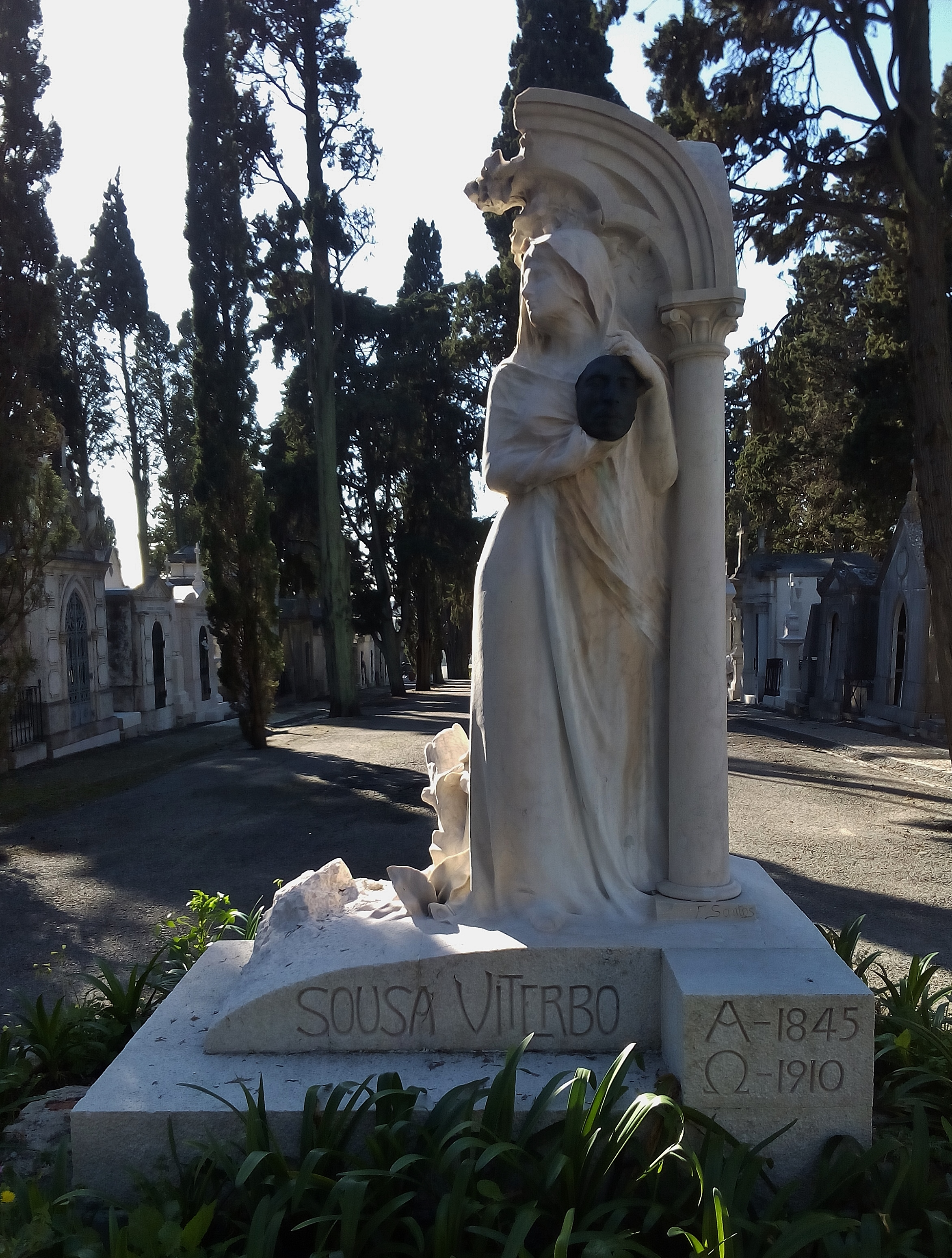
Jazigo de Sousa Viterbo, Cemitério dos Prazeres

Foi membro fundador da Associação de Jornalista e Escritores Portugueses, da Sociedade de Geografia de Lisboa, da Sociedade Arqueológica da Figueira, da Association Littéraire International (Paris) e da Real Academia de la Historia (Madrid), além de sócio de uma plêiade de agremiações culturais (cf. verbete "Sousa Viterbo" em Grande Enciclopédia Portuguesa e Brasileira.)
Faleceu devido a doença prolongada. Nem a cegueira que se declarou a partir de 1879 e, progressivamente, lhe foi ensombrando os dias, nem tão pouco a paralisia dos membros, o impediram de enfrentar os dias com a mesma paixão pela vida.

## Homenagens
Pouco tempo depois de falecer, Bernardino Machado e Abel Botelho tomaram a iniciativa de apresentar ao Senado da República uma proposta de lei no sentido de autorizar o governo a custear a produção do seu busto em bronze. O projeto não reuniu o consenso necessário, pelo que, em finais de 1912, com o propósito de angariar fundos para a homenagem, o Diário de Notícias lançou o livro "Cem artigos de Jornal", onde reuniu uma seleção de textos, publicados entre 1891 e 1911, ilustrativos do trabalho desenvolvido pelo autor naquele periódico. As vendas superaram as expectativas e, em 1913, fundiram-se dois bustos em bronze, que foram oferecidos à Escola de Belas Artes e à Associação dos Arqueólogos Portugueses, respetivamente.
Alguns anos mais tarde, na sequência da oferta que aquela última agremiação fez à cidade, através da Câmara Municipal, do busto que tinha em sua posse, foi decidida a sua colocação no Jardim do Príncipe Real. A cerimónia de inauguração e homenagem teve lugar no dia 16 de junho de 1950.

## Obra
Foi poeta, de estilo Parnasiano, tendo publicado O Anjo do Pudor (Porto, 1870, 127p.) e Rosas e Nuvens.
Como historiógrafo publicou, entre outras obras de referência, História das Artes Industriais Portuguesas (1892) e Trabalhos Náuticos dos Portugueses nos séculos XVI e XVIII (1892-1900), em dois volumes.
No mesmo ano em que Ramalho Ortigão publicou a sua ode pela defesa do património nacional O Culto da Arte em Portugal (1896), Sousa Viterbo publicou no Archeologo Português, vol. II, Agosto e Setembro de 1986, n.ºs 8 e 9, pp. 193–204, um notável artigo dedicado à Archeologia industrial Portuguesa. Os moinhos, onde cunhou a expressão arqueologia da industria:
É com profunda saudade que vejo desapparecer pouco a pouco os vestigios da nossa actividade, da nossa industria caseira. A machina vae triturando tudo no seu movimento vertiginoso, sem que mão piedosa se lembre de apanhar eses restos, humildes mas gloriosos, depositando-os depois em sítio, onde possam ser cuidadosamente estudados e onde a curiosidade lhes preste o merecido culto. Existe a archeologia da arte, porque não ha de existir a archeologia da industria?
Entre os títulos que publicou destacam-se ainda:

### Escritos Literários (Selecção)
- Arte e Artistas em Portugal

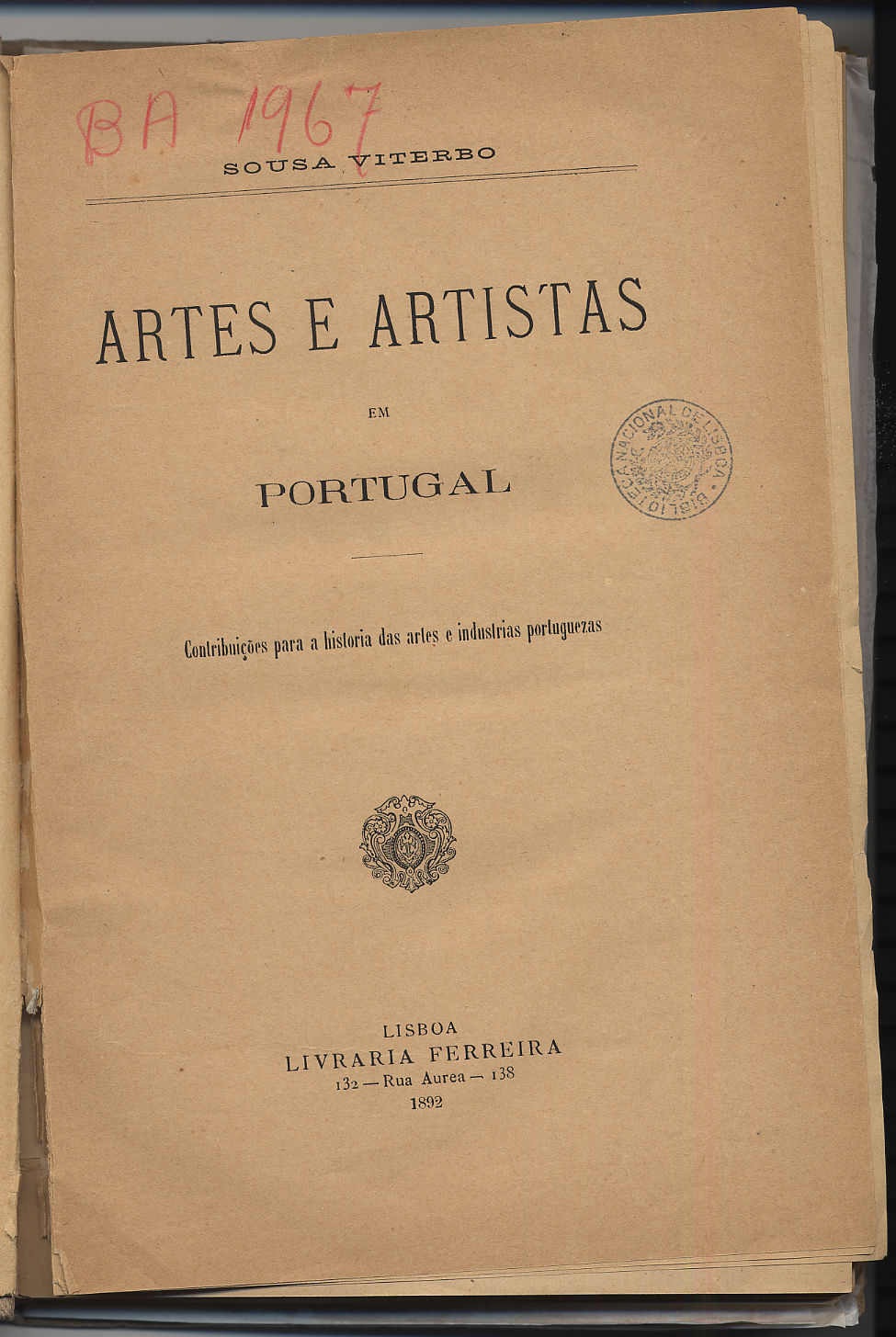
Artes e artistas - Sousa Viterbo

- Contribuição para a História das Artes e Indústrias Portuguesas
- Dicionário Histórico e Documental dos Arquitectos, Engenheiros e Construtores Portugueses
- Cem artigos de jornal: insertos no Diário de Notícias de Lisboa e pela empresa deste jornal publicados em homenagem ao seu extinto colaborador, Lisboa: Typographia Universal, 1912.
- Subsídios para a História da Música em Portugal, Coimbra, Separata de O Instituto, 1932.